# جو دوری
 جو دوری (انگلیسی: Jo Durie؛ زاده ۲۷ ژوئیهٔ ۱۹۶۰) یک تنیس‌باز اهل بریتانیا است.